# Мгзавреби
«Мгза́вреби» (груз. მგზავრები — путники, пассажиры) — грузинская музыкальная группа, образованная в 2006 году в Тбилиси.

## История
Фронтмен группы, Гиги Дедаламазишвили, актёр по образованию, начал писать песни в 2006 году. С этого и начался коллектив, сначала как трио. Со временем количество музыкантов значительно возросло и варьировалось от 12 до 20 участников в зависимости от концерта, однако уже к 2013 году состав укрепился в форме септета. Популярность пришла к Mgzavrebi после выхода фильма Давида Имедашвили «Город мечты» (ოცნების ქალაქი), в котором звучал их саундтрек. На сегодняшний день группу можно назвать одной из самых популярных в Грузии.
За время своего существования музыканты сотрудничали с такими всемирно известными исполнителями, как Пласидо Доминго, Buena Vista Social Club, Андреа Бочелли и Нино Катамадзе. Группа также сотрудничала с музыкальным коллективом ТНМК, с которым они записали песню «Qari Qris».
В июле 2015 года группа выступила на главной сцене фестиваля «Нашествие» и на большой фестивальной площадке Международного фестиваля этнической музыки и ремёсел «МИР Сибири», в июне 2016, 2017 и 2018 годов — на сцене ежегодного летнего фестиваля «Дикая Мята».
В феврале 2016 года группа получает премию «Нашего радио» «Чартова дюжина» в номинации «Взлом».
Музыкальный стиль группы — сочетание традиционного грузинского пения и современного звучания национальных инструментов, например, пандури. Музыканты не стремятся каким-либо образом классифицировать стиль музыки, в котором играют.

## Состав[4]
- Гиги Дедаламазишвили (автор музыки, акустическая гитара, электрогитара, вокал)
- Лаша Дохнадзе (вокал, кахон, перкуссия, бас-барабан)
- Мишо Мегрелишвили (шейкер, джембе, бубен)
- Гуга Кублашвили (пандури, флейта, вокал)
- Бежо Амиранашвили (пандури, соло-гитара, акустика, вокал, губная гармошка)
- Дато Гогелия (бас-гитара, губная гармошка, вокал)
- Давит Угрехелидзе (фортепиано, клавишные)

## Дискография
- Me movigone… (მე მოვიგონე... с груз. — «Я это изобрёл…») (2008)
- Meore albomi (მეორე ალბომი с груз. — «Второй альбом») (2011)
- Ждать жить ждать (как Evgeniy Grishkovets & Mgzavrebi) (2013) (совместно с Евгением Гришковцом)
- Мгзаврули (მგზავრული с груз. — «Путешествие») (2014)
- In Vino Veritas (2014)
- Iasamani (იასამანი с груз. — «Сирень») (2018)
- Krebuli (კრებული с груз. — «Сборник»)[5] (2018)
- GEO (2018)
- Kamara (2023)

## Статьи
- Слово, Анастасия. «Пассажиры», они же — грузинские «Мгзавреби». arthemia (1 января 2010). Дата обращения: 26 июня 2013. Архивировано 1 июля 2013 года.
- Чиаурели, Анна. Мгзавреби: «По-моему, украинский и грузинский языки очень хорошо сочетаются». gloss (18 марта 2011). Дата обращения: 26 июня 2013. Архивировано 1 июля 2013 года.
- Чиаурели, Анна. Мгзавреби покорили украинские сердца. gloss (21 марта 2011). Дата обращения: 26 июня 2013. Архивировано 1 июля 2013 года.